# 弗羅里斯鼠屬
弗羅裏斯鼠屬（Papagomys），哺乳綱、囓齒目、鼠科的一屬，而與弗羅裏斯鼠屬（弗羅裏斯鼠）同科的動物尚有粗毛水鼠屬（粗毛水鼠）、新幾內亞水鼠屬（朱脅水鼠）、巴拉望軟毛鼠屬（巴拉望軟毛鼠）、褐鼻鼠屬（褐鼻鼠）等之數種哺乳動物。